# MP-TEC
Die mp-tec GmbH & Co. KG ist Hersteller, Großhändler und Projektdienstleister für Solartechnik mit Sitz im brandenburgischen Eberswalde. Mit einem Umsatz von 80 Millionen Euro im Jahr 2010 ist mp-tec das größte Solarsystemhaus in den neuen Bundesländern und europaweiter Partner für Fachhändler, Großhändler und Handwerksbetriebe aus den Bereichen Solarstrom, Solarwärme und Montagesysteme.

## Entwicklung
Das 2002 von Geschäftsführer Michael Preißel gegründete Unternehmen beschäftigt 75 Mitarbeiter in den Bereichen Entwicklung, Produktion und Vertrieb. mp-tec konnte seinen Umsatz von 2009 auf 2010 um mehr als 70 Prozent steigern. mp-tec hat Niederlassungen in Madrid, Meran und Accra.

## Produkte
mp-tec hat sich auf Produkte aus den Bereichen Photovoltaik, Solarthermie und Montagesysteme spezialisiert, die zum Teil in Eigenentwicklung entstehen. Im Bereich solarer Nachführsysteme hat sich mp-tec mit der Eigenentwicklung von einachsigen Nachführanlagen als Unternehmen einen Namen gemacht. Mittels Dreh- und Kippbewegungen folgt die Anlage samt Modulen dem Stand der Sonne. Simulationsmessungen mit dem mp-tec System "Skytrap plus" ergaben, dass durch die Nachführung bis zu 36 Prozent Mehrertrag im Vergleich zu starr ausgerichteten Anlagen generiert werden können. Die hauseigene Montageplattform Quick-Line ist Basis für Solarcarports sowie Aufdach-, Fassaden- und Freilandgestelle. Das Quick-Line-Montagesystem war Ausgangspunkt für den bislang größten Solar-Carport Deutschlands. Der 69 Meter lange, stromerzeugende Carport befindet sich direkt auf dem Firmengelände in Eberswalde und dient als Mitarbeiterparkplatz. Zusammen mit dem Leuchtmittelhersteller NARVA und NTS entwickelte mp-tec den Vakuumröhrenkollektor VRK 12 premium.

## Auszeichnungen und Engagement
Im November 2006 erhielt das Unternehmen den Zukunftspreis Ostbrandenburg, ein Jahr später überreichte der Brandenburger Wirtschaftsminister Ulrich Junghanns den Innovationspreis Berlin-Brandenburg 2007 an Geschäftsführer Michael Preißel. Damit wurde mp-tec für seine in Eigenentwicklung entstandene erste hemisphärische Nachführanlage ausgezeichnet. Im November 2008 wurde der Eberswalder Solarsystemanbieter gleich zweifach ausgezeichnet: Als „Ausgewählter Ort 2009“ der Standortinitiative Deutschland – Land der Ideen und als Brandenburger Unternehmen des Jahres durch den „Unternehmer-Preis des Ostdeutschen Sparkassenverbandes“. Seit 2009 engagiert sich das Unternehmen im Branchennetzwerk Solarregion Berlin-Brandenburg.